# Erba medica (saggio)
Erba medica è un saggio uscito il 20 gennaio 2003, che si occupa degli impieghi della cannabis e dei cannabinoidi in campo terapeutico.
Il libro, curato dalla Associazione Cannabis Terapeutica, si apre con una disamina della storia degli usi medici della cannabis, per poi passare alle tappe della moderna riscoperta e del panorama legislativo internazionale. Ampio spazio è dedicato anche agli aspetti botanici e a quelli biochimici.
Il nucleo centrale dell'opera è costituito da un capitolo dedicato alle attuali indicazioni terapeutiche, in cui si passano in rassegna i più recenti studi effettuati in quest'ambito, e da una raccolta di casi clinici in cui alcuni pazienti raccontano in prima persona le loro esperienze.
L'opera è completata da due capitoli dedicati agli aspetti legislativi e normativi in Italia.

## Edizioni
- AA.VV., Erba medica, Stampa Alternativa, 2003,  p. 208, ISBN 88-7226-733-1.